# Where Death Is Most Alive

Where Death Is Most Alive est un DVD live de Dark Tranquillity sorti le 26 octobre 2009. Il a ensuite été adapté en album live de deux CD.

## Disque 1 du DVD
Live in Milan - 31 octobre 2008
1. Intro
2. The Treason Wall
3. The New Build
4. Focus Shift
5. The Lesser Faith
6. The Wonders At Your Feet
7. Lost To Apathy
8. FreeCard
9. Inside The Particle Storm
10. Nothing To No One
11. Edenspring
12. Insanity's Crescendo
13. Lethe
14. Dreamlore Degenerate
15. Misery's Crown
16. ThereIn
17. My Negation
18. Yesterworld/Punish My Heaven
19. The Mundane And The Magic
20. Final Resistance
21. Terminus (Where Death Is Most Alive)

## Disque 2 du DVD
Out Of Nothing - The DT Documentary
- Out Of Nothing - The DT Documentary

Videos Promo
1. ThereIn (Vidéo officielle)
2. Monochromatic Stains (Vidéo officielle)
3. Lost To Apathy (Vidéo officielle)
4. The New Build (Vidéo officielle)
5. Focus Shift (Vidéo officielle)
6. Terminus (Where Death Is Most Alive) (Vidéo officielle)
7. Misery's Crown (Vidéo officielle)

The Live Archive
1. Only Time Can Tell (Rehearsal, Billdal 1991)
2. The Dying Fragments Of An Enderly Dream (Valvet, Gothenburg 1991)
3. Soulbreed (Ljungskile 1991)
4. Yesterworld (Musikens Hus, Gothenburg 1992)
5. Alone (Fågeln, Gothenburg 1992)
6. My Faery Land Forgotten (Fågeln, Gothenburg 1992)
7. Nightfall By The Shore Of Time (Fågeln, Gothenburg 1992)
8. Skywards (Gamlestaden, Gothenburg 1992)
9. Shadow Duet (Karlstad 1994)
10. Crimson Winds (Karlstad 1994)
11. Razorfever (Rotterdam, Holland 1997)
12. Constant (Rotterdam, Holland 1997)
13. Tongues (Rotterdam, Holland 1997)
14. Feast Of Burden (2001)
15. Indifferent Suns (2002)
16. The Sun Fired Blanks (2002)
17. Hours Passed In Exile (2002)
18. Damage Done (2004)
19. One Thought (2004)
20. The Endless Feed (2007)
21. Blind At Heart (2007)

## Disque 1 du CD (Live in Milan)
Live in Milan - 31 octobre 2008
1. Intro
2. The Treason Wall
3. The New Build
4. Focus Shift
5. The Lesser Faith
6. The Wonders At Your Feet
7. Lost To Apathy
8. FreeCard
9. Inside A Particle Storm
10. Nothing To No One
11. Edenspring

## Disque 2 du CD (Live in Milan)
Live in Milan - 31 octobre 2008
1. Insanity's Crescendo
2. Lethe
3. Dreamlore Degenerate
4. Misery's Crown
5. ThereIn
6. My Negation
7. Yesterworld/Punish My Heaven
8. The Mundane And The Magic
9. Final Resistance
10. Terminus (Where Death Is Most Alive)